# Kalki Koechlin
Pour les articles homonymes, voir Koechlin.
Kalki Koechlin, prononcé /ke.klɛ̃/, née le 10 janvier 1984 à Pondichéry, est une actrice française travaillant en Inde,,.
Elle joue le plus souvent dans des films de la « Nouvelle Vague » indienne avec des réalisateurs tels Anurag Kashyap ou Dibakar Banerjee.

## Biographie

### Jeunesse et vie privée

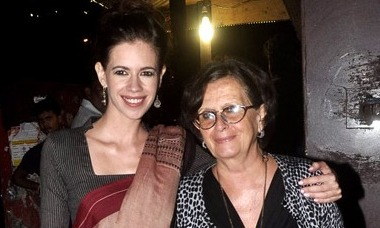
Kalki Koechlin et sa mère en 2016

Kalki Koechlin naît dans le territoire de Pondichéry de parents français venus s’installer en Inde au début des années 1970 dans le cadre du mouvement hippie (bien que ceux-ci disent ne pas appartenir à ce mouvement). Sa mère, d'origine périgourdine, est professeur dans la cité utopiste d'Auroville, son père, Joël Koechlin, d'origine alsacienne, est apparenté à l'inventeur de la structure de la tour Eiffel, Maurice Koechlin. En 1986, ses parents déménagent à Ooty, la capitale des Nilgiris, district de l’Inde du Sud surnommé les « montagnes bleues », et son père ouvre une petite entreprise de fabrication d'ULM. Kalki Koechlin passe son enfance dans un environnement tamoul, et ce n'est qu'en grandissant qu'elle s'aperçoit que, du fait de sa peau blanche, on la prend souvent pour une étrangère.

En 2002, à l'âge de 18 ans, elle part étudier le théâtre à Londres, au Goldsmiths College.

### Carrière
En 2006, Kalki Koechlin s'installe à Bombay et commence à passer des auditions et à tourner dans des films publicitaires. Le tournant se produit fin 2007, le réalisateur Anurag Kashyap prépare Dev.D, une version contemporaine du célèbre roman bengali Devdas, mais ne trouve pas une interprète indienne capable de jouer le rôle d'une prostituée. Il finit par proposer le rôle à Kalki Koechlin, qui joue Chanda, un personnage inspiré de Chandramukhi, la prostituée amoureuse de Devdas (alors que la sexualité est toujours un sujet tabou en Inde). 

En 2010, elle décroche l'équivalent indien d'un Oscar, un Filmfare Award, pour son rôle dans Dev.D, et épouse le réalisateur du film Anurag Kashyap le 30 avril 2011 sur le site.
Elle joue ensuite au théâtre le rôle de Raiponce, dans une version noire du conte allemand et coécrit sa première pièce, Skeleton Woman, ce pour quoi elle reçoit un MetroPlus Playwright Award.
Elle coécrit le scénario de That Girl in Yellow Boots, également réalisé par Kashyap, dans lequel elle joue le premier rôle, celui d'une jeune Européenne qui cherche son père en Inde. Le film, après avoir été projeté au festival de Toronto et à celui de Venise, sort en salle en septembre 2011 en Inde et aux États-Unis.
En 2011, son rôle dans la comédie familiale Zindagi Na Milegi Dobara — en français, On ne vit qu’une fois — constitue sa première apparition dans un film commercial à gros budget, et lui permet d'étendre sa popularité auprès d'un public plus jeune. Suivent My Friend Pinto et Shaitan qui connaissent un certain succès commercial. En 2012, Kalki Koechlin est à l'affiche de Shanghai de Dibakar Banerjee aux côtés d'Abhay Deol et d'Emraan Hashmi.
En décembre 2012, elle fait la couverture de Vogue India sous le titre « La fille avec qui on veut faire la fête ».
En décembre 2012, elle participe à une vidéo pour protester, avec des humoristes, contre l'affaire du viol collectif de New Delhi. En avril 2014, lors de la première conférence organisée en Inde sur la pédophilie, elle révèle qu'elle a été violée enfant, souhaitant ainsi dénoncer la « banalité » de ce crime dans le pays.

## Filmographie

### Actrice

#### Cinéma
| Année | Film                                        | Rôle              | Réalisateur                  | Notes        |
| ----- | ------------------------------------------- | ----------------- | ---------------------------- | ------------ |
| 2009  | Dev.D                                       | Chandramukhi      | Anurag Kashyap               |              |
| 2010  | The Film Emotional Atyachar                 | Sophie            |                              |              |
| 2011  | Shaitan                                     | Amrita Jayshankar | Bejoy Nambiar                |              |
| 2011  | Zindagi Na Milegi Dobara                    | Natasha           | Zoya Akhtar                  |              |
| 2011  | That Girl in Yellow Boots                   | Ruth              | Anurag Kashyap               | Coscénariste |
| 2011  | My Friend Pinto                             | Maggie            | Raaghav Dar                  |              |
| 2011  | Trishna                                     | Elle-même         | Michael Winterbottom         |              |
| 2012  | Shanghai                                    | Shalini Sahay     | Dibakar Banerjee             |              |
| 2013  | Yeh Jawaani Hai Deewani                     | Aditi             | Ayan Mukerji                 |              |
| 2013  | Ek Thi Daayan                               | Lisa Dutt         | Kannan Iyer                  |              |
| 2014  | Happy Ending                                | Vishakha          | Raj Nidimoru et Krishna D.K. |              |
| 2015  | Margarita, with a Straw                     | Laila             | Shonali Bose                 |              |
| 2015  | Un plus une                                 |                   | Claude Lelouch               |              |
| 2016  | A Death in the Gunj                         |                   | Konkona Sen Sharma           |              |
| 2016  | Mantra                                      | Piya Kapoor       | Nicholas Kharkongor          |              |
| 2017  | Jia Aur Jia                                 | Jia Grewal        | Howard Rosemeyer             |              |
| 2017  | Ribbon                                      | Sahana Mehra      | Rakhee Sandilya              |              |
| 2017  | Azmaish: A Journey Through the Subcontinent |                   | Sabiha Sumar                 |              |
| 2018  | The Job                                     |                   | Kushal Srivastava            |              |
| 2019  | Gully Boy                                   |                   | Zoya Akhtar                  |              |

#### Télévision
| 2020 | Histoires d'honneur | Penelope |  |  |

### Scénariste
- 2010 : That Girl in Yellow Boots
- 2010 : The Joy of Giving (court métrage)

## Distinctions
- Filmfare Awards 2010 : meilleure actrice dans un second rôle pour Dev D
- Festival du film Nuits noires de Tallinn 2014 : meilleure actrice pour Margarita, with a Straw